# 牧志津香
牧 志津香（まき しずか、1989年6月9日 - ）は、大阪府出身の、日本人の女子柔道選手である。階級は57kg級。身長165cm。組み手は左組み。血液型はB型。得意技は大内刈。

## 経歴
柔道は6歳の時に池本道場で始めた。加賀屋中学3年の時に全国中学校柔道大会の52kg級で優勝した。大阪工大高1年の時には全日本ジュニアの57kg級で決勝まで進むも、金沢学院高校3年の松本薫に敗れた。2年の時には3位だったが、3年の時には決勝で帝京大学1年の石川慈を破って優勝を飾った。インターハイでは3位だったが、アジアジュニアでは優勝を飾った。講道館杯でも決勝まで進むが、帝京大学2年の松本に敗れて2位だった。ベルギー国際では優勝を飾った。筑波大学進学後、1年の時には全日本ジュニアで3位だったが、2年の時に学生体重別で優勝した。体重別団体でも緒方亜香里、山本小百合、伊部尚子などとともに活躍してチームの優勝に貢献した。ワールドカップ・スウォンでは決勝で地元韓国の金ジャンディを破って優勝した。3年の時には学生体重別で2位にとどまったが、講道館杯では大学の6年先輩である元世界選手権3位の佐藤愛子を破って優勝を果たした。グランドスラム・東京では初戦で敗れたが、今大会を放映したテレビ東京により、「がむしゃらクイーン」なるキャッチコピーが付けられた。大学を卒業後はミキハウスの所属となるが、これといった活躍は見られなかった。2014年には60kg級の世界チャンピオンである4歳年下の高藤直寿と結婚した。2016年のリオデジャネイロオリンピックでは代表に選ばれた夫を応援するために、1歳半の息子とともに現地で観戦する予定だったが、治安上の理由により息子は家でテレビ観戦することになった。

## 戦績
- 2004年 - 全国中学校柔道大会 優勝
- 2005年 - 全日本ジュニア 2位
- 2006年 - 全日本ジュニア 3位
- 2007年 - アジアジュニア 優勝
- 2007年 - インターハイ 3位
- 2007年 - 全日本ジュニア 優勝
- 2007年 - 講道館杯 2位
- 2008年 - ベルギー国際 優勝
- 2008年 - 全日本ジュニア 3位
- 2009年 - 学生体重別 優勝
- 2009年 - 体重別団体 優勝
- 2009年 - ワールドカップ・スウォン 優勝
- 2010年 - 学生体重別 2位
- 2010年 - 講道館杯 優勝

（出典、JudoInside.com）